# Samuel Story
Samuel Story, né le 2 octobre 1752 à Maasbommel et mort le 8 janvier 1811 à Clèves, est un officier de la marine néerlandaise.

## Biographie
Il est à la tête de l'escadron de marine batave qui se rend à la Royal Navy lors de la capitulation de Vlieter au début de la Campagne de Hollande. Victime du soulèvement d'une partie de son équipage, fidèle au stathouder Guillaume V, il est contraint de se rendre sans combattre à l'escadron dirigé par l'amiral britannique Andrew Mitchell à la suite d'une mutinerie à bord de la flotte batave.
Il dirige également la division de frégates néerlandaise en tant que contre-amiral lors de la bataille de Camperdown en 1797, à bord du navire de ligne « Staten-Generaal », équipé de 74 canons. Le navire prend feu durant le combat, et dérive au vent alors que l'équipage tente de maîtriser l'incendie. Il se retrouve alors dans l'impossibilité de rejoindre la zone de combats, ce qui aurait contribué à la défaite du contre-amiral Jean-Guillaume de Winter. Story parvient cependant à ramener le navire au port sans dommages.